# Karmacode
Karmacode ist das vierte Musikalbum der italienischen Alternative-Metal-Band Lacuna Coil. Es wurde am 31. März 2006 via Century Media veröffentlicht.

## Musikstil
Mit Karmacode nahm die Band eine leichte Kurskorrektur vor. Der bekannte Alternative-Metal-Sound wurde mit Elementen des Nu Metal, wie z. B. tiefergestimmten Gitarren, ergänzt. Die vielen Tourneen in den USA sowie die Vorliebe der Bandmitglieder für Bands wie Korn haben ihre Spuren hinterlassen.

## Besonderheiten
Without fear ist das vierte Lied der Bandgeschichte mit italienischen Text. Darüber hinaus enthält das Album eine Coverversion des Depeche-Mode-Liedes Enjoy the Silence. Insgesamt wurden drei Singles aus dem Album ausgekoppelt: Our Truth, Enjoy the Silence und Closer. Zu allen drei Liedern wurden Videoclips gedreht. Our Truth ist außerdem auf dem Soundtrack zum Film Underworld: Evolution erschienen. Produziert wurde das Album von Waldemar Sorychta. Aufgenommen wurde das Album im Woodhouse Studio in Hagen.

## Rezeption
Das Album erhielt überwiegend gute Kritiken von Seiten der Musikjournalisten. Die Anhängerschaft reagierte gespalten auf das neue Album. Vielfach wurde der Band vorgeworfen, sich mit dem Album dem amerikanischen Markt anzubiedern. In den US-amerikanischen Charts erreichte das Album Platz 28, in Deutschland Platz 43 und in Großbritannien Platz 47.
Bis zur Veröffentlichung des Nachfolgealbums Shallow Life verkaufte sich Karmacode in den USA etwa 200.000 Mal.

## Titelliste
1. Fragile – 4:26
2. To the Edge – 3:22
3. Our Truth – 4:03
4. Within Me – 3:39
5. Devoted – 3:52
6. You Create – 1:32
7. What I See – 3:41
8. Fragments of Faith – 4:10
9. Closer – 3:01
10. In Visible Light – 3:59
11. The Game – 3:32
12. Without Fear – 3:59
13. Enjoy the Silence – 4:05